# Cerro de San Pedro (pico)
El cerro de San Pedro es un pico de la sierra de Guadarrama, perteneciente al sistema Central de la península ibérica. Está situado en el centro de la Comunidad de Madrid, en España. El pico, de una altitud de 1425 metros, es uno de los montes isla de la vertiente sur guadarrameña, expresión que alude a aquellas formaciones montañosas que se ubican aisladas con respecto a la alineación principal.

## Descripción

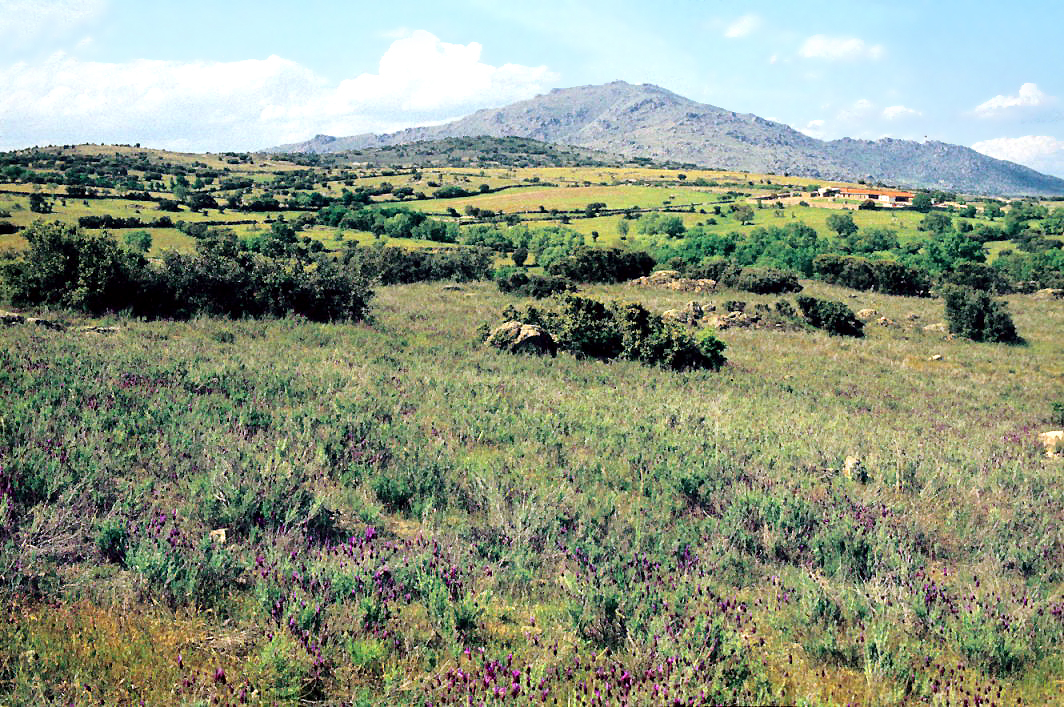
Vista de la cara sur

Este pico es conocido por sus notables vistas, dado que está aislado en una zona relativamente llana si se compara con las grandes elevaciones de la sierra de Guadarrama, como son Peñalara o Cabezas de Hierro. Desde lo alto se puede observar, hacia el norte y oeste de la sierra de Guadarrama, dentro de ella de la Cuerda Larga o la sierra de la Morcuera, atravesada por el puerto de la Morcuera. Aunque también puede disfrutarse de la presierra de Guadarrama madrileña, hacia el sur con el skyline de la capital española, Madrid. Su altitud asciende a 1425 metros sobre el nivel del mar.
La situación de este cerro es bastante singular, tal y como lo narró Casiano del Prado, un pionero de la geología madrileña:

«Al suroeste de las masas que acabo de describir se halla la del cerro de San Pedro, que es de gneis, situado entre Guadalix, Pedrezuela y Colmenar Viejo; y es notable, no ya por su altura, que es sólo de unos 750 metros sobre Madrid, sino por su aislamiento casi completo y por el pico que presenta su perfil por cualquier lado que se le mire». (Descripción física y geológica de la provincia de Madrid, 1864).

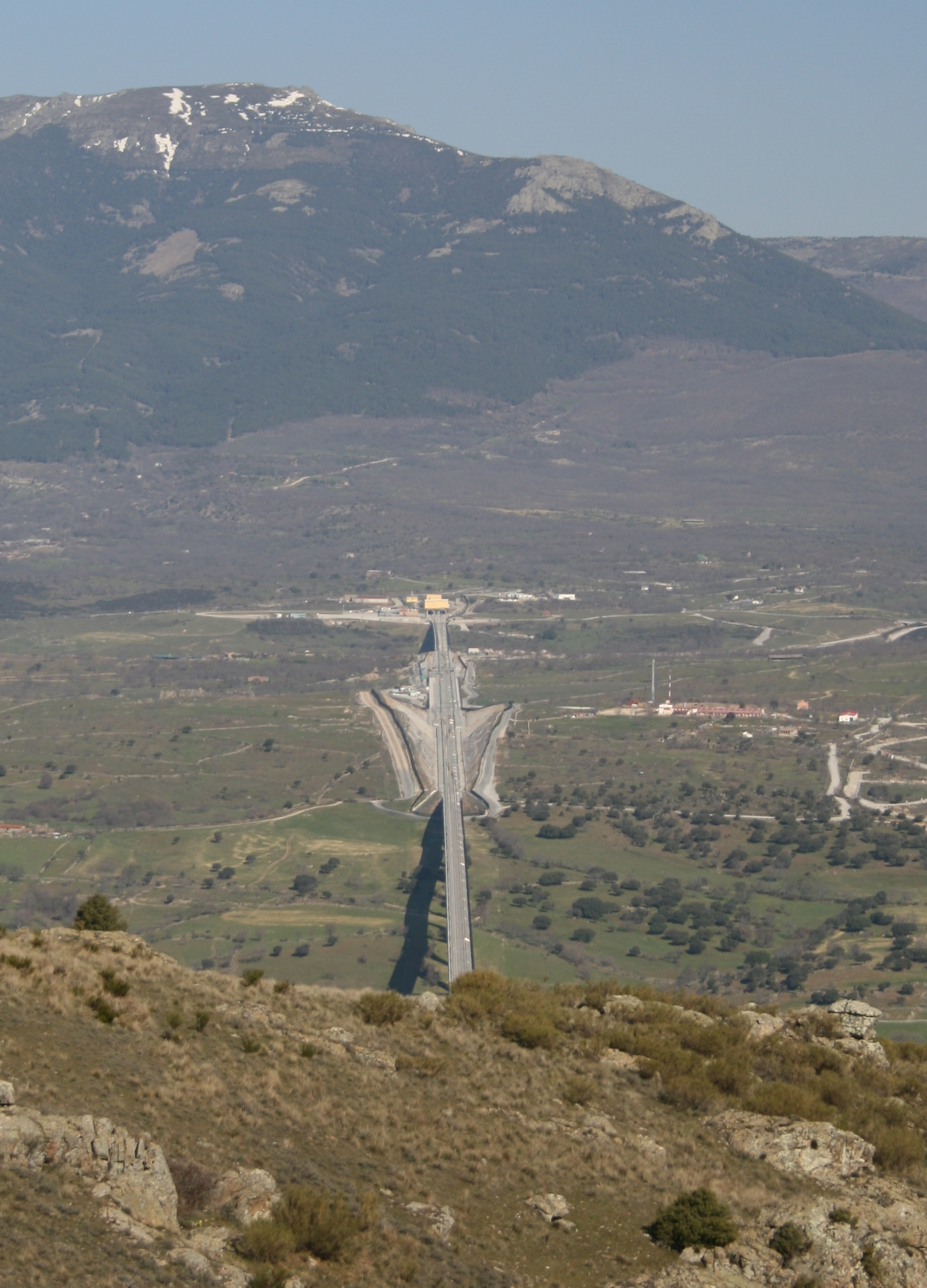
Puente a la salida del túnel de alta velocidad que atraviesa el pico San Pedro.

Este cerro en verano toma un color completamente amarillento muy especial, dado que su vegetación es muy escasa. Las localidades de Colmenar Viejo al sur, Pedrezuela y la urbanización Montenebro al este, Soto del Real al oeste y Guadalix de la Sierra al norte rodean este cerro. Tan solo una carretera atraviesa el cerro de San Pedro, por la ladera oeste, y se trata de la carretera M-625, de Colmenar Viejo a Guadalix de la Sierra.
La formación es de origen pre herciniano con gneis como principal componente.
En el sur, en el término municipal de Colmenar Viejo se encuentra la dehesa de Navalvillar, espacio protegido por el propio ayuntamiento, cuyos suelos tienen por origen la erosión del gneis del cerro y le confieren una gran riqueza de pasto comparada con los suelos de origen granítico.[cita requerida]